# Nachtgefecht
Ein Nachtgefecht ist ein im Schutz der Dunkelheit geführter militärischer Kampf.
Das Nachtgefecht bietet dem Angreifenden den Vorteil der weitgehend unbemerkten Annäherung und des damit verbundenen überraschenden Auftretens, auf der anderen Seite die großen Schwierigkeiten der Heranführung der Truppen im Dunklen und die Fokussierung auf den richtigen Angriffspunkt.
In der älteren Kriegsführung fielen die Kavallerie und die Artillerie bei Nachtgefechten praktisch ganz aus, so dass der Kampf allein von der Infanterie geführt wurde, und zwar überwiegend mit der blanken Waffe.  Da die Führung im Nachtgefecht nur eingeschränkt tätig sein konnte, war es meist eingeschränkt auf den Kleinen Krieg. Wichtig ist beim Nachtgefecht auch heute noch die geschlossene Heranführung der Truppen, die Vermeidung von Entsendungen und die Lautlosigkeit, um die Überraschung auszunutzen.
Mit der Entwicklung von Gefechtsfeldbeleuchtung und Nachtsichtgeräten wurden die Möglichkeiten bei Nachtgefechten erweitert, aber auch die Möglichkeit eröffnet das Überraschungsmoment zu vermindern.
Seegefechte bei Nacht waren bis zur Entwicklung von Leuchtgranaten und Scheinwerfern fast unmöglich. In der Gegenwart unterscheiden sich durch die Möglichkeiten elektronischer Aufklärung und radargestützter Feuerleitung Nachtgefechte zur See kaum noch von Gefechten bei Tag.
Berühmte historische Nachtgefechte waren:
- Sendlinger Mordweihnacht (25. Dezember 1705)
- Schlacht bei Hochkirch (14. Oktober 1758)
- Überfall Marmonts durch Yorck und Kleist bei Athis (9. März 1814)
- Gefechte bei Daix (26. November 1870)
- Erstürmung der Festung Kars durch die Russen (17. November 1877)
- Das nächtliche Rückzugsgefecht der deutschen Hochseeflotte im Rahmen der Skagerrakschlacht (30 Mai–1. Juni 1916)